# Хайнрих II Язомиргот
Хайнрих II (на немски: Heinrich II, Jasomirgott; * 1107; † 13 януари 1177, Виена), известен като Хайнрих Язомиргот от династията Бабенберги, е пфалцграф при Рейн през периода 1140 – 1141, маркграф на Австрия (1141 – 1156), а като Хайнрих XI също херцог на Бавария (1141 – 1156) и 1-ви херцог на Австрия (1156 – 1177).

## Произход
Син е на маркграф Леополд III и Агнес фон Вайблинген от фамилията на Салиите, дъщеря на император Хайнрих IV и сестра на император Хайнрих V. Майка му е вдовица на херцог Фридрих I от Швабия (от род Хоенщауфен). Брат на Хайнрих е хронистът архиепископ Ото от Фрайзинг. Сестра му Юдит е от 1133 г. съпруга на Вилхелм V Монфератски. Той е полубрат на Фридрих II Еднооки, херцог на Швабия, баща на по-късния император Фридрих I Барбароса и на римско-немския крал Конрад III.

## Управление
Като син на маркграф Леополд III Бабенберг Хайнрих става пфалцграф при Рейн на 33-годишна възраст и остава такъв за година, след която е посочен за херцог на Бавария и маркграф на Австрия след неочакваната смърт на брат му Леополд IV Бабенберг и резидира в Регенсбург.
От 1 май 1142 до 18 април 1143 г. Хайнрих II е женен за Гертруда Суплингенбург, единствената дъщеря на император Лотар III.
През 1147 г. Хайнрих като херцог на Бавария участва във Втория кръстоносен поход. Хайнрих се жени на връщане за Регенсбург за византийската принцеса Теодора Комнина, племенница на византийския император Мануил I Комнин. И двата му брака сочат важността на Бабенбергите в Централна Европа през този период.
В хода на политическия спор между фракциите Велфи и Щауфен императорът на Свещената Римска империя вече е отнел Херцогство Бавария от велфа Хайнрих X и го е отстъпил на династията Бабенберги. Новият император Фридрих I Барбароса се опитва да постигне компромис с велфите и през 1156 г. връща Бавария на Хайнрих Лъв, син на Хайнрих X. Трябва да се намери компенсация и за семейството Бабенберг, а именно Privilegium minus – Австрийската гранична марка е издигната до херцогство и придобива пълна независимост от Бавария.
За разлика от баща си, който е пребивавал предимно в Клостернойбург, Хенри премества своя двор във Виена през 1145. Така съвременната австрийска столица успява да надмине градове като Кремс, Мелк или Клостернойбург. Също през 1147 г. е завършена Виенската катедрала Свети Стефан, което силно допринася за известността на града. През 1155 г. Хайнрих основава манастира Шотенщифт във Виена, в двора на която негова статуя стои и до днес.
През 1166 година Хайнрих и съпругата му посещават Сердика, където водят преговори с император Мануил I Комнин от името на Фридрих I Барбароса.

### Ja so mir Gott
Псевдонимът на Хайнрих Язомиргот (Jasomirgott), е документиран за първи път по време на 13 век под формата Jochsamergott, чието значение е неясно. Според една теория псевдонимът възниква въз основа на арабска дума във връзка с Втория кръстоносен поход, в който Хайнрих участва през 1147 г. Според популярната етимология псевдонимът е получен по формулата Ja so mir Gott helfe (което означава: „Да, с Божията помощ“). Друг възможен български превод на словосъчетанието Heinrich Jasomirgott е „...Хайнрих така и Бог“.
- Гертруда Суплингенбург и Теодора Комнина (Babenberger Stammbaum, манастир Клостернойбург)
- Хайнрих С Божията помощ се връща от Втория кръстоносен поход, Родословие на Бабенбергите, Клостернойбург, 1489 – 1492
- Паметник на Хайнрих II Язомиргот във Виена
- Хайнрих II на витраж в манастира Свети кръст, Долна Австрия, ок. 1290 г.

## Деца
От брака си с Гертруда Суплинбургска има една дъщеря:
- Рихарда (1143 – 1200), омъжена за Хайнрих V, ландграф на Щефлинг

От брака си с Теодора Комнина († 1183) има децата:
- Леополд V Бабенберг (1157 – 1194), херцог на Австрия от 1177, херцог на Щирия от 1192
- Хайнрих Стари (1158 – 1223), 1-ви херцог на Медлинг, женен (1177) за Рихеза Чешка, дъщеря на Владислав II, крал на Бохемия
- Агнес Бабенберг (1154 – 1182), омъжена от 1168 за Ищван III, крал на Унгария, втори брак 1173 за Херман († 1181), херцог на Каринтия